# Jacobo Zabludovsky
Jacobo Zabludovsky Kraveski (Cidade do México, 24 de maio de 1928 – 2 de julho de 2015) foi um jornalista mexicano. Foi o primeiro âncora na televisão mexicana e o seu telejornal, 24 Horas foi por décadas o mais importante no país.

## Biografia
Jacobo Zabludovsky nasceu em 1928 na Cidade do México, filho de imigrantes judeus poloneses. Ele era irmão do arquiteto Abraham Zabludovsky.

### Carreira
Formado em advocacia na Universidade Nacional Autônoma do México, em 1967, nunca exerceu a profissão. A partir de 1946, trabalhou como editor e jornalista, primeiro em rádios e a partir da década de 1950, assumiu a produção e direção dos primeiros telejornais na televisão mexicana. A partir de 1970, Zabludovsky foi o primeiro âncora de 24 Horas, o principal programa de notícias da popular rede Televisa entre 1970 e 1998. Devido à abordagem não-confrontativa da rede, o programa era visto como partidário e apoiador do governo.
Durante sua carreira na Televisa, Zabludovsky cobriu vários episódios importantes. Ele foi um dos poucos jornalistas mexicanos que esteve em Cuba no dia em que Fidel Castro entrou em Havana em 1959 durante a queda da ditadura de Fulgencio Batista e fez reportagens de seu telefone para carro (naquela época, esses telefones para carros eram os únicos telefones celulares no México e eram um item de luxo) e cobriu o terremoto de 1985 que destruiu várias partes da Cidade do México. No entanto, houve críticas à sua cobertura das eleições presidenciais de 1988 e 1994, quando ele supostamente teria favorecido o candidato do partido do governo, prejudicando a oposição. Ele entrevistou muitas pessoas notáveis, incluindo o presidente Ernesto Zedillo e Salvador Dalí.
Em 1998, citando o desejo de reduzir sua carga de trabalho e problemas de saúde, ele se aposentou da apresentação de 24 Horas, que também chegou ao fim com sua saída, marcando o fim de uma era no jornalismo mexicano. Depois de deixar 24 Horas, Zabludovsky trabalhou em noticiários e documentários especiais. No entanto, em 2000, ele se demitiu da Televisa após a demissão de seu filho, Abraham, que também trabalhava para a Televisa. Zabludovsky afirmou que seu filho havia sido negligenciado para o cargo de âncora do noticiário noturno e que ele estava saindo da rede por solidariedade a ele.
Dezoito meses depois de deixar a televisão, deu início a um noticiário de rádio na estação La 69, pertencente ao Grupo Radio Centro, com o compromisso de ser mais crítico "...de acordo com o novo México em que vivemos". A partir de 3 de março de 2004, o noticiário também foi transmitido pela Rádio Red AM e Rádio Red FM. Zabludovsky apresentou o noticiário até 22 de junho de 2015, sendo hospitalizado logo depois.
De 2007 a 2015, ele também escreveu "Bucareli", uma coluna semanal para o jornal mexicano El Universal. Em 2009, participou da dublagem do filme Up!.
Zabludovsky voltou à televisão em 2012 como parte da cobertura da ESPN Deportes e da ESPN México dos Jogos Olímpicos de Verão de 2012; ele também fez parte da cobertura da rede da Copa das Confederações FIFA de 2013 no ano seguinte. Em 2 de junho de 2015, exatamente um mês antes de sua morte, Zabludovsky cobriu o histórico jogo entre a Seleção Cubana de Futebol e o New York Cosmos em Havana, Cuba. O jogo marcou a primeira vez que uma equipe esportiva americana visitou Cuba depois que os Estados Unidos começaram a normalizar as relações com a ilha.

### Morte
Zabludovsky morreu de um acidente vascular cerebral causado por desidratação aos 87 anos na Cidade do México na manhã de 2 de julho de 2015. Seu corpo foi enterrado no Panteón Israelita, na Cidade do México. Ele deixou sua esposa Sara e três filhos.